# تربوردن
تربوردن (به فرانسوی: Trébeurden) یک کمون در فرانسه است که در Canton of Perros-Guirec واقع شده‌است.

## خصوصیات
تربوردن ۱۳٫۴۰ کیلومترمربع مساحت و ۳٬۷۱۷ نفر جمعیت دارد.